# Галерија РТС
| Галерија Радио Телевизије Србије                                                                                  |                                            |
| |                                            |
| Један од три изложбена - вишенаменска простора Галерије РТС који се користи за мултимедијалне догађаје и изложбе. |                                            |
| Врста: | Државна установа                           |
| Основана: | 6. октобар 2005.                           |
| Седиште: | Таковска 10 · Београд Србија               |
| Структура: | - Галерија - Изложбени хол - Нова галерија |
| Веб презентација                                                                                                  | http://www.rts.rs/                         |

Галерија Радио Телевизије Србије вишенаменски је изложбени простор основан с намером да у ликовном животу Србије, негује културу слике, која је по својој суштини као и телевизијска слика, медиј. Основана је средином 2005. година, а званично је почела са радом 6. октобра 2005. година, репрезентативном изложбом слика Александра Томашевића.
Галерија је почела да ради прво у једном затим у два, а како су просторне могућности РТС то дозвољавале, накнадно је 2014. године опремљен још један, до тада нефункционални простор, одмах уз постојећи, и тако су за излагање својих скулптура у Галерији РТС-у добили могућност и вајари.
Након неколико просторних и организационих промена, данас је Галерија РТС-а систем од три изложбене целине у коме сваки простор има своју јединствену намену, али се међусобно често допуњују сходно захтевима за квалитетном уметничком поставком одређеног дела. Сва три простора се свакодневно користе и као својеврсни студији за потребе телевизијских актуелности, понекад и за музичке концерте, промоције сопственог програма, конференције, трибине и др.

## Положај и значај
Галерија се налази у три изложбена простора који егзистирају један до другог, у приземљу (после бомбардовања НАТО алијансе), реновиране зграде Радио Телевизије Србије у Таковској улици бр. 10, у центру Београда, на само стотинак метара од Народне скупштине и Цркве Светог Марка.
У срцу једне од најстаријих медијских установа, у центру српске престонице, Галерија РТС-а изградила је реноме важног стециште културног живота Србије у коме ствараоци и љубитеље ликовне, музичке књижевне и мултимедијалне уметности, као и сви други заинтересоване за телевизијске активности РТС-а, могу да негују културу, образовања и транспарентног информисања.
Галерија РТС, фунционише као систем од три изложбене целине у коме сваки део има своју посебну намену. Простори се међусобно често допуњују потребама и захтевима за квалитетну уметничку поставку, приказ одређених тематских целина и појединих дела. Поред тога сва три простора свакодневно служе и као нека врста студији за потребе снимања телевизијских актуелности, музичких концерата, промоције сопственог програма, конференције, трибине и сличних садржаја.

## Историја
Галерија је основана средином 2005. године, а званично је почела са радом 6. октобра 2005. година, репрезентативном изложбом слика Александра Томашевића, којом је начињен пресек целокупног стваралаштва једног од најаутентичнијих српских сликара друге половине 20. века.
| „ | За фооснивање галеријског простора, били су одговорни бројни ентузијаста и стручњаци на чијем челу су били Никола Мирков, директор Телевизије Београд и председник Савета за ликовно стваралаштво. | ” |

Уз поштовање већине савремених галеријских стандарда, у октобру месецу 2014. РТС је уз већ постојеће изложбене просторе у Таковској 10, Галерији и Изложбеном холу, придодала и Нову галерију. Наиме у до тада нефункционални простор од око 150 м², уз поштовање већине савремених галеријских стандарда, отворен је изложбом дела Недељка Гвозденовића, још један савремени изложбени простор. Адаптација нефункционалног простора у Нову галерију финансирана је средствима РТС-а, тачније новцем од високотиражне књиге „Београд вечити град".
Галерија РТС-а је већ следеће године по настанку постале значајан простор у којем се активно одвија савремени ликовни живот Србије.

## Циљ и начела рада Галерије
Основни циљеви галаериј од њеног оснивања били су да у Таковској 10, првенствено излажу своја дела еминентни, заборављени уметници и великана чији радови дуго нису виђени у српској јавности.
На самом почетку програмом је дефинисано да два пута годишње своја дела излажу и савремени уметници, а недуго затим, с обзиром на могућност коришћења још једног простора одмах поред галеријског, место за излагање у РТС-у добили су и вајари.
О излагању у репрезентативном галеријском простору РТС одлучује Савет за ликовно стваралаштво, кога чине еминентни ликовни критчари и професори са факултета ликовних уметности, као и уредници из РТС. Савет галерије се брине и да сваку изложбу прате добро опремљени каталози са текстовима угледних ликовних критичара, и других познавалаца уметности.
Од оснивања, у Галерији РТС, уз неговање високих изложбених професионалних стандарда, континуирано се организују самосталне, групне и ауторске изложбе, првенствено, домаћих али и иностраних уметника различитих стилова, генерација и медијских опредељења, а посета отварањима изложби и поставкама током њиховог трајања често надмашује ону у најугледнијим београдским галеријама.
Од 2014. године у новооснована- Нова галерија, преузела је програмску оријентацију и циљеве „старе" Галерије, која се сада, осим за основну намену, која подразумева организацију великих и значајних изложби, свакодневно користи и за конференције, састанке и друге облике информисања и комуникације Јавног медијског сервиса грађана са јавношћу.

## Галерија као концертни простор
Концертом "Савремени српски композитори хорске музике", Хора РТС-а, Јавни медијски сервис РТС од 23. фебруара 2017. године промовисао је своју галерију и као концертни простор у којем ће у перспективи поред Хора РТС наступати и солисти, мањи вокални и инструментални састави.

## Признања
- 2013. — 43. „Златни беочуг", највише годишње признање Културно-просветне заједнице Београда, за трајни допринос култури Београда. Престижна награда уручена је одговорном уреднику Галерије РТС у Народном позоришту на свечаности 43. „Златни беочуг."[5]

## Преглед организованих изложби
У Галерији РТС од њеног оснивања 2005. године, из месеца у месец нижу се изложбе еминентних стваралаца, а активном животу Галерије доприносе и представљања најважнијих уметничких појава прошлог и овог века. Све до сада одржане изложбе биће приказане. по годинама одржавања, у доњој табели:
| Година | Аутор и назив изложбе |
| ------ | --- |
| 2005   | - Александар Томашевић, - Љубинка Јовановић Михаиловић, |
| 2006   | - Ликовна колонија РТС - Златибор 2004. - Тодор Стевановић, - Зоран Граовац, - Мића Поповић, - Светозар Самуровић, |
| 2007   | - Ликовна колонија РТС - Златибор 2005. - Зоран Гребенаровић. - Стојан Ћелић. - Петар Лубарда. - Александар М. Ђурић. - Јоже Циуха. |
| 2008   | - Миодраг Рогић. - Ликовна колонија РТС - Златибор 2006. - Боривоје - Бора Стевановић. - Војо Станић. - Игор Васиљев. |
| 2009   | - Пеђа Милосављевић - Вељко Станојевић. - Љубица Цуца Сокић. - Миодраг Б. Протић. - Рајко Попивода. - Чедомир Крстић. |
| 2010   | - Ликовна Колонија РТС - Златибор 2008. - Бета Вукановић. - Живорад Настасијевић. - Петар Палавичини - Изложба скулптура у Холу. - Ликовна Колонија РТС - Златибор 2009. - Јован Бијелић. - Зоран Мушич. |
| 2011   | - Бранко Поповић - Живко Стојсављевић - Ристо Стијовић - Изложба скулптура у Холу - Градимир Петровић - Ликовна Колонија РТС - Златибор 2010. - Бора Барух - Светомир Арсић Басара - Изложба скулптура у Холу - Душан Оташевић |
| 2012   | - Ликовна Колонија РТС - Златибор 2011. - Синиша Вуковић. - Лазар Возаревић. - Милан Сташевић. - Зоран Павловић. |
| 2013   | - Игњат Јоб. - Ликовна Колонија РТС - Златибор 2012. - Радомир Дамњановић - Дамњан. - Сретен Стојановић. - Марко Ступар. - Јован И. Ракиџић. |
| 2014   | - Анастас Јовановић - Литографије. - Између трубе и тишине, дела ратних сликара 1912 - 1918. - Иван Табаковић. - Бранко Миљуш - Скулптуре Велимира Веље Каравелића - Тишина. - Живорад Жак Кукић - Недељко Гвозденовић У походу на сликану површину - Радислав Раша Тркуља |
| 2015   | - Милош Бајић, Пиктурална поезија Милоша Бајића. - Небојша Савовић Нес, Рељефна орнаментика Храма Светог Саве . - Антон Хутер - Павла Васић, Изложба слика - Јапан и Србија, 2+2 - Четири аутора, две културе - Јован Сивачки, У сазвучју бехара . - Ратко Вулановић Атлантида - запис живота у камену, изложба скулптура. - „Златибор“ 2014 Ликовна колонија РТС - Љуба Поповић - Избор из опуса. |
| 2016   | - Стојан Аралица Особени колориста - Ликовна колонија Златибор 2015 - Изложба радова ученика Школе за машинство и уметничке занате „Техноарт” - Чувари баштине - Борислав Њежић, Ретроспективна изложба - Драгош Калајић, Витез светлосног реда - Миодрага Петровића (1888–1950), Изложба слика - Цветко Лаиновић (1931-2006), „Свет магичне стварности” |
| 2017   | - „Старо српско издаваштво (1494-1918)“ Биографије свих великих издавача књига, документи о пословању и артефакти о времену настајања издаваштва као посебне професијe, и стотинак књига одштампаних на давно заборављеном славеносербском писму. - „Пупин - Уметност даривања”, Легат Михајла Пупина Народном музеју у Београду. - Александра Лековић, Београдски месец фотографије — „Чекање”. - Медијала Некад и сад. - Драган Николић Просторност идеја - Нино Мустика Дијалог са лицем - Мира Чохаџић: Ухвати време - „Осам деценија наслеђа ликовности”. Одабрана дела из збирке ФЛУ Универзитета уметности- професори Београдског универзитета. |
| 2021   | - Сава Владиславић Рагузински, дипломата Петра I Великог - Милана Туцовића Магични реализам - Крагујевачка трагедија 1941. - Драгослав Живковић, Космолошке слике збиље и уобразиље Драгослава Живковића - Симбол(и) града - ремек-дела српског модернизма |
| 2022   | - Мира Маодуш - Од графоса до логоса - Игра материје и духа - Миланка Берберовић - 4X4 - Магична укрштања, или четири нити једне заједничке повести - Никола Жигон - Осмех се вратио у град - Дамјан Ђаков - Путовање без краја - Коља - Мала тајна персоналног и стваралачког кода вајара Николе Милуновића (1935-2016) - Страдање српског народа на Козари 1942. године - Сећање на југословенске уметнике револуције - Експресивна поетика Јарослава Кандића - Поетска трансформација дубоких осећања - Василије Васа Доловачки - Марко Лађушић - Кроз време "Time Machine" - Владимир Дуњић - „Слика као вео"                                      |
| 2023   | - Надежда Петровић 1873 — 2023: у сусрет обележавању 150 година од рођења - У спомен доследности - Миодраг Рогић - Љубав изнад интереса – сликарство XX века - Хватач облака - Радомир Кнежевић - Господар простора - Љубомир Лацковић - Музеј као школа – времеплов отворене слике - Магија са поруком - Милан Игњатовић - Љубав изнад интереса – сликарство 20. века - Светост уметности - 30 година Академије СПЦ (1993−2023) |

## Радно време
Галерија је за посетиоце отворена сваког дана од 10 до 20 часова.
Улаз је слободан.